# Tramwaje w Kijowie
Tramwaje w Kijowie – system tramwajowy w stolicy Ukrainy, Kijowie. Czasowo nieczynny od 17 grudnia 2022 roku do 12 stycznia 2023 z powodu inwazji Rosji na Ukrainę. Od 13 stycznia 2023 kursowanie tramwajów zostało przywrócone.
Łączna długość wszystkich linii tramwajowych o rozstawie szerokotorowym 1524 mm wynosi 230,2 km. Sieć została uruchomiona 11 sierpnia 1891. 14 maja 1892 wyruszył w trasę pierwszy w ówczesnej Rosji tramwaj elektryczny. Czasy świetności kijowskich tramwajów to lata 1905–1913 oraz koniec lat 70. XX wieku. Ze względu na organizację przez Ukrainę Mistrzostw Europy w piłce nożnej w 2012 sieć oraz tabor były modernizowane. W 2019 z sieci tramwajowej w Kijowie skorzystało 96 531,6 tys. pasażerów.

## Historia

### Tło historyczne i plany
Pierwsze plany budowy tramwajów w Kijowie powstały w latach 1869–1873. Konkretne projekty zostały przygotowane w 1886, jednakże pierwsza umowa została podpisana dopiero w 1889. Zgodnie z umową miasto mogło nieodpłatnie przejąć tramwaje po 45 latach lub wykupić je po 25.
W tym samym roku zamówiono fabrycznie nowe wagony konne z fabryki w Kołomnie. Wagony te mogły zabrać 24 pasażerów. W normalnych warunkach były ciągnięte przez dwa konie, w przypadku wzniesień ich liczba dochodziła nawet do sześciu.

### Tramwaje konne i parowe
Pierwsza linia kijowskiego tramwaju uruchomiona została 11 sierpnia 1891. Łączyła ona plac Łybidzkiego z ulicą Panasa Saksagańskiego. Tramwaje konne ze względu na obecność wzniesień były mało ekonomiczne, gdyż czasem do dwukonnego wagonu musiano zaprzęgać aż 6 koni. Podjęte zostały próby wprowadzenia napędu parowego, który także nie sprawdził się z powodu emisji dużej ilości dymu. Ostatecznie zdecydowano się na przeprowadzenie pierwszej na terenie Cesarstwa Rosyjskiego elektryfikacji. Dodatkowym impulsem do podjęcia tej decyzji były plany rozbudowy sieci na północny zachód, gdzie podjazd był zbyt stromy nawet dla tramwajów parowych. Elektryfikacja początkowo spotkała się z oporem ludności, która bała się, że wiszące druty będą niekorzystnie wpływać na łączność oraz na zdrowie. Po negocjacjach z zapewnieniem, że jeśli obawy się potwierdzą, to sieć elektryczna zostanie zdemontowana, spółka tramwajowa mogła rozpocząć elektryfikację sieci.

### Elektryfikacja

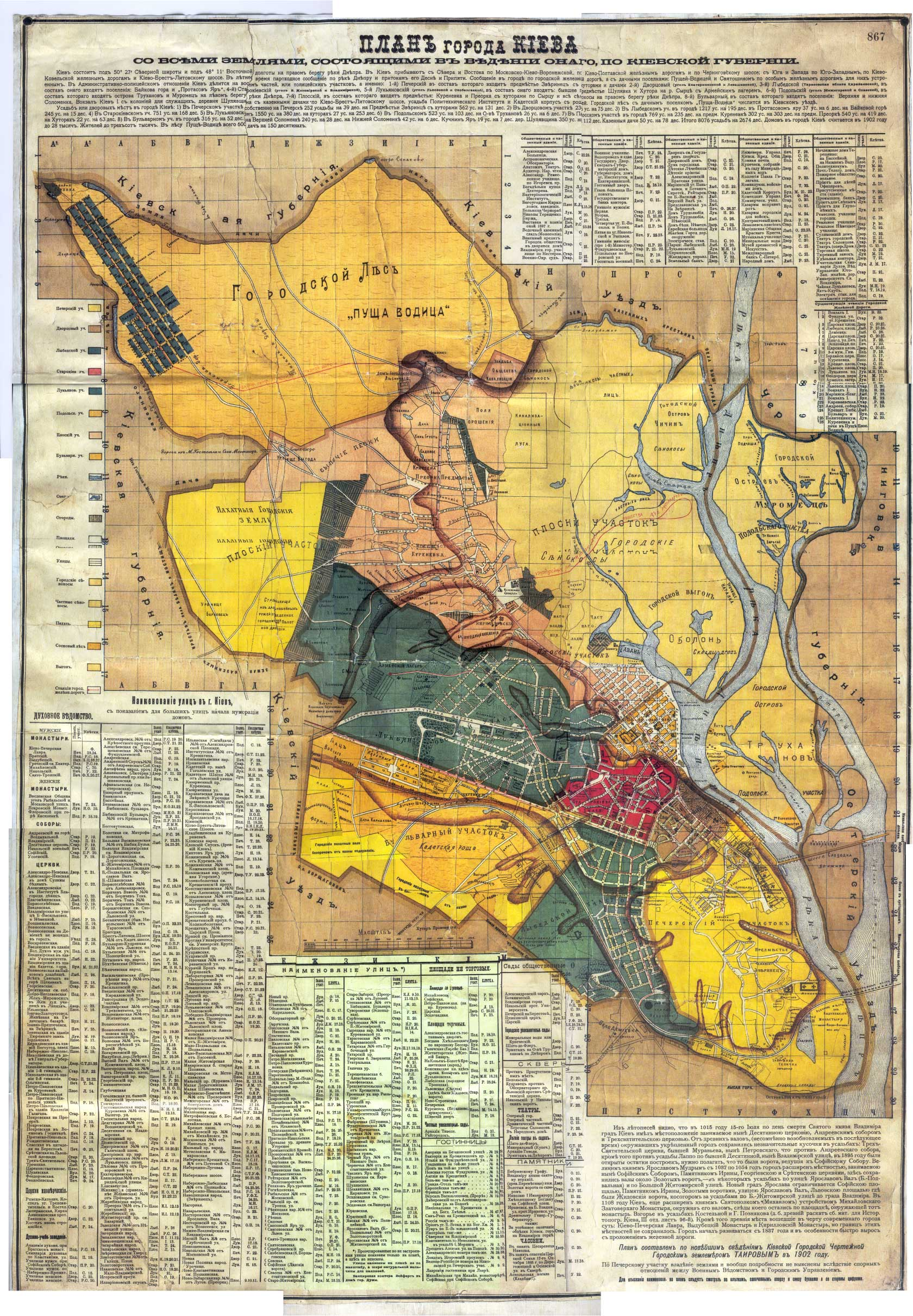
Mapa Kijowa z 1902

Elektryfikacja tras tramwajowych w Kijowie rozpoczęła się 21 września 1891. Podczas elektryfikacji starej linii dobudowano nową od ulicy Michaiła Frunze do placu Kontraktowego, która została przedłużona później do Placu Pocztowego. Pierwszy tramwaj elektryczny (podczas jazd próbnych) jeździł w Kijowie (i w Rosji) 14 maja 1892. Otwarcie tramwajów elektrycznych nastąpiło 1 czerwca?/13 czerwca 1892. Nowe wagony elektryczne, pochodzące z Bostonu, mogły zabrać na pokład 40 pasażerów, czyli prawie dwukrotnie więcej niż tramwaje konne. Zwiększenie pojemności wagonów umożliwiło poprawę wyników finansowych przedsiębiorstwa. Kolejne wagony były sprowadzane z Kolonii, Warszawy, Sankt-Petersburga i Norymbergi. Część taboru była produkowana we własnych warsztatach.
Mimo elektryfikacji tramwaje konne i parowe jeździły po zelektryfikowanych liniach jeszcze przez rok. Dobre wyniki finansowe oraz aprobata mieszkańców spowodowała, że już w 1893 otwarto kolejną linię (do Pieczarska), a w kolejnym roku kolejne. W 1894 zrezygnowano całkowicie z tramwajów konnych, natomiast parowe zaczęto kierować na nowe linie, które jeszcze nie zostały zelektryfikowane. W 1900 otwarto linię do dzielnicy wypoczynkowej Puszcza Wodica i tam jeździły ostatnie tramwaje parowe. W 1902 rozpoczęto w Kijowie eksploatację wagonów czteroosiowych, wyprodukowanych w Norymberdze. W 1904 linie zelektryfikowano, co spowodowało wycofanie tramwajów parowych z Kijowa.

### Okres belgijski

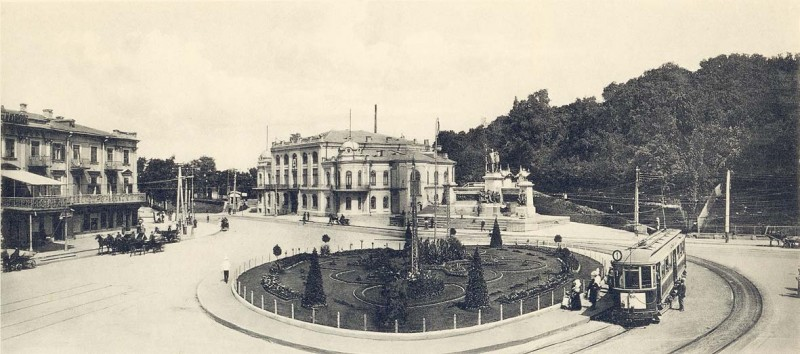
Plac Europejski w 1911 (pocztówka)

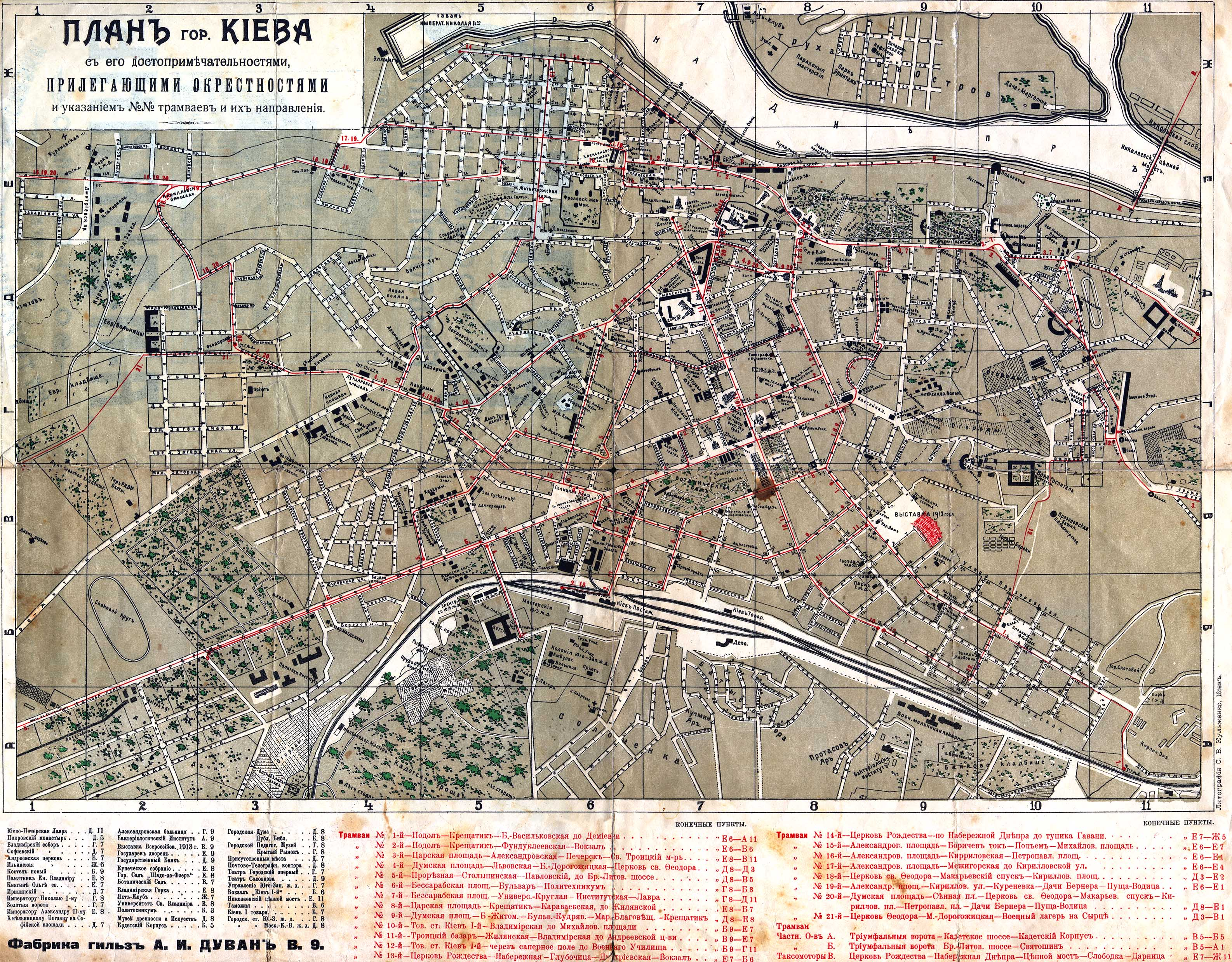
Mapa Kijowa z 1913

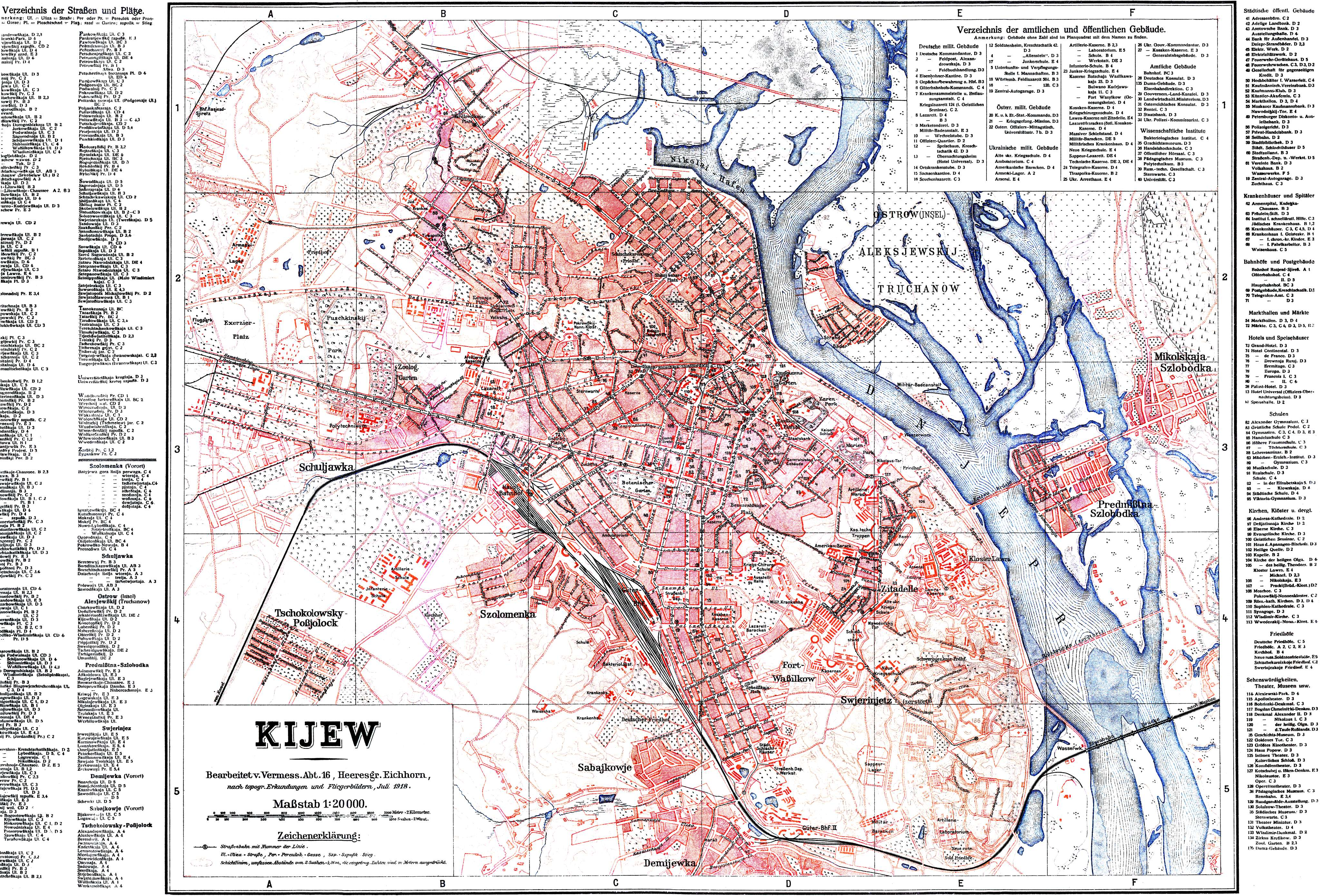
Mapa Kijowa z 1918

W 1904 zmarł właściciel pakietu większościowego kijowskich tramwajów, miejscowy milioner L. Brodski. Jego spadkobiercy postanowili odsprzedać udziały w firmie Belgom. W styczniu 1905 powstała spółka Societé anonyme Belge des tramways de Kieff. Okres belgijski był czasem największego rozwoju kijowskiej sieci tramwajowej. Powstawały nowe linie, do istniejących powstawały drugie tory. W latach 1907–1913 sprowadzono do Kijowa 67 fabrycznie nowych wagonów z Norymbergi oraz 7 z Belgii. W szczytowym okresie w 1913 w mieście było 82,2 km torów tramwajowych, po których tramwaje kursowały na 21 liniach. Oprócz tego funkcjonowały 4 niezależne od miasta linie tramwajów prywatnych. W tym samym roku otwarto pierwszą linię, która łączyła oba brzegi Dniepru. W przededniu I wojny światowej kijowska sieć obsługiwana była przez 149 wagonów tramwajowych. Belgów bardziej jednak od długofalowej polityki transportowej interesowały szybkie zyski, gdyż już od 1912 rada miejska mogła wykupić akcje spółki tramwajowej, natomiast 20 lat później tramwaje przechodziły na rzecz miasta za darmo.
W 1913 otwarto niezależną linie podmiejską Kijów – Browary. Linia ta obsługiwana była pojazdami benzynowymi. W 1934 linia ta została zelektryfikowana. Tramwaje podmiejskie kursowały do 1941.
Okres prosperity przerwała I wojna światowa. Powstały spory na linii właściciel spółki tramwajowej – władze miasta. Zgodnie z umową miasto miało prawo wykupić spółkę po 1 stycznia 1914. Jednakże umowę wstępną udało się podpisać dopiero 21 listopada 1917. Miasto Kijów miało wykupić sieć tramwajową za 11 milionów rubli. Jednakże ze względu na rewolucję władze spółki tramwajowej uciekły z Rosji i nie było z kim podpisać umowy. Wojna i rewolucja zniszczyły część infrastruktury i taboru. W latach 1919–1921 tramwaje nie kursowały.

### Okres międzywojenny
Miasto przejęło tramwaje w 1922. W tym czasie funkcjonowały zaledwie trzy linie, na których odbywał się głównie ruch towarowy (dostawy drewna). Władze miejskie dość szybko odbudowały sieć tramwajową: pod koniec 1922 funkcjonowało już 9 linii. W 1925 w Kijowie zaczęły działać autobusy miejskie. Odbudowę zakończono w 1927, jednakże sieć była mniejsza niż przed wojną. W tym samym czasie miasto przejmowało również linie prywatne. Powstały plany podwojenia sieci tramwajowej w ciągu 10 lat. Plany te nie dość, że nie zostały zrealizowane, to w związku z budową nowej stolicy Ukraińskiej SRR, w której zaplanowano szerokie ulice i budowano w centrum wystawne gmachy, zlikwidowano część sieci tramwajowej. Dodatkowym impulsem do likwidacji sieci tramwajowej było uruchomienie w listopadzie 1935 sieci trolejbusowej, która uchodziła wówczas za bardziej reprezentacyjną.

### II wojna światowa
II wojna światowa i wkroczenie wojsk niemieckich spowodowało wstrzymanie likwidacji sieci tramwajowej, a nawet odbudowę linii na Chreszczatyku (najbardziej reprezentatywnej ulicy). Linia ta jednak służyła tylko tramwajom towarowym, które wywoziły gruz i przywoziły materiały budowlane. Po wojnie linia została ponownie rozebrana.

### Lata 1945–1975

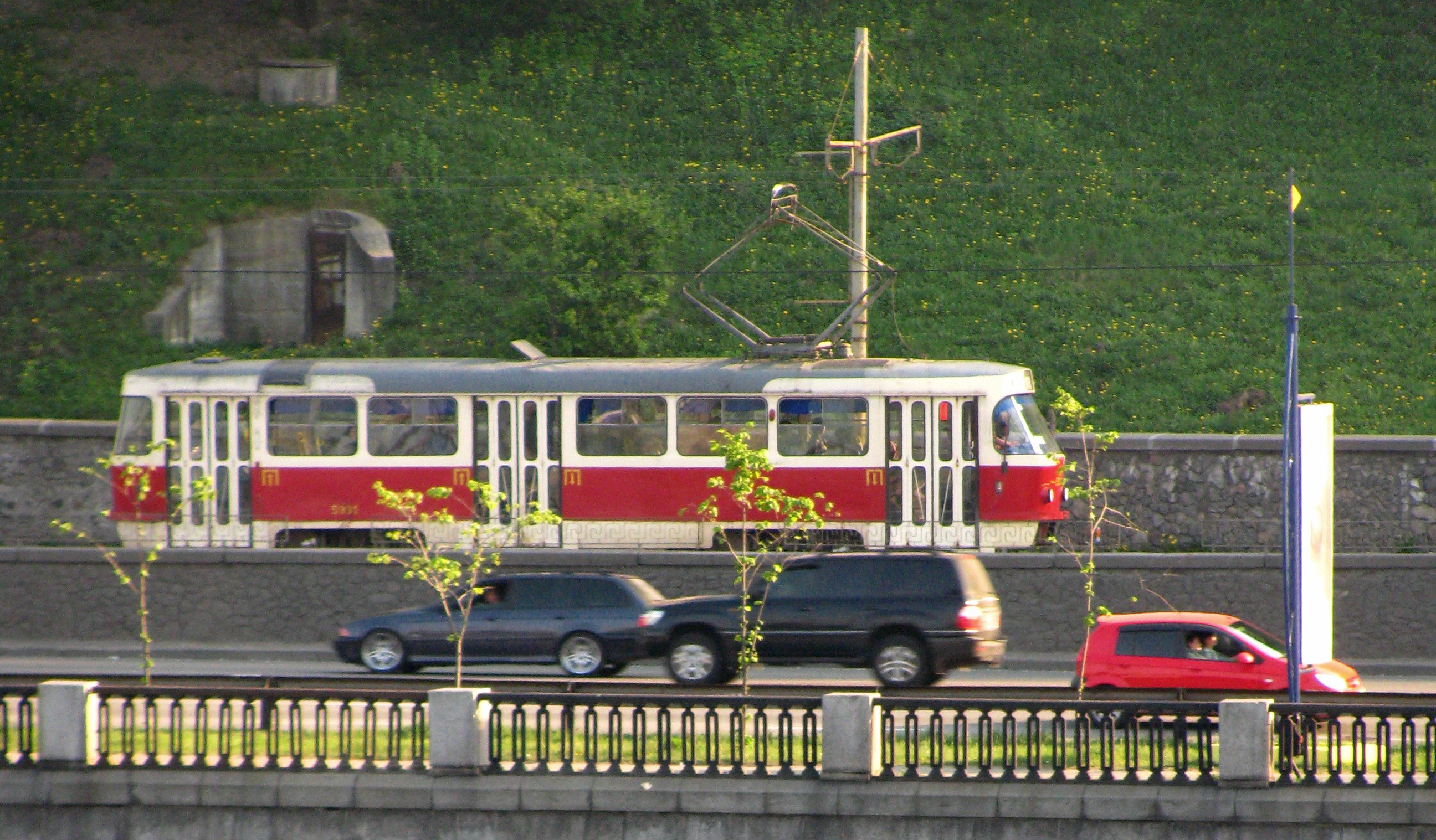
Tatra T3SU w Kijowie

Po zakończeniu wojny znaczna część taboru była zniszczona, stąd by zaspokoić potrzeby transportowe mieszkańców jako wagony doczepne eksploatowano otwarte platformy, na których zostały ustawione ławki dla pasażerów. Pierwszymi powojennymi tramwajami, które trafiły na kijowskie ulice, były produkowane w Ust-Katawie wagony KTM-1 wraz z doczepami KTP-1. Łącznie w latach 1948–1966 do Kijowa sprowadzono 65 składów dwuwagonowych. W 1949 zaczęto sprowadzać wagony MTW-82 produkowane w Rydze. Te wagony dominowały w taborze w latach 60. i na początku lat 70. XX w. W 1949 z ZSRR ustanowiono wspólną stawkę i wspólne bilety dla każdego miasta, dodatkowo bilet kupiony w jednym mieście był ważny w każdym innym mieście mającym dany środek komunikacji miejskiej.
W latach 40. i 50. XX w. kontynuowano politykę likwidacji linii tramwajowych w centrum i zastępowanie ich trolejbusami. Mimo iż władze miejskie przyznały, że likwidacja części linii to błąd i że sieć trolejbusowa jest zbyt słaba, by mogła obsłużyć pasażerów, to tramwajów nie reaktywowano. Z drugiej strony wzorem innych miast ZSRR budowano nowe linie obsługujące przedmieścia, szczególnie lewobrzeżną (wschodnią) część miasta. Dodatkowo w 1955 rozpoczęto eksploatację tramwajów KTW-55 i doczepnych do nich KTP-55, produkcji Kijowskich Zakładów Transportu Elektrycznego. Tramwaje te były produkowane prawie wyłącznie na potrzeby Kijowa. W tym samym roku rozpoczęto eksploatację dwukierunkowej wersji tego tramwaju KTW-57. Pod koniec lat 50. XX w. na stan wpisany został produkowany w Leningradzie LM-57.
W 1959 Kijów był trzecim miastem ZSRR (po Moskwie i Leningradzie), gdzie pojawiły się tramwaje bez konduktorów. Bilety sprzedawane były w specjalnie do tego skonstruowanych kasach automatycznych. Ze względu jednak na niewystarczającą czułość urządzeń (automaty wydawały bilety za metalowe blaszki i guziki), nowe rozwiązanie nie przynosiło planowanych efektów.
W latach 1960–1962 do Kijowa dostarczono 50 wagonów Tatra T2SU, w wyniku czego wycofano wszystkie wagony przedwojenne. W 1966 do Kijowa dostarczono pierwszą partię czterech czechosłowackich Tatr T3SU. Na kolejne stolica Ukraińskiej SRR musiała czekać do 1970.

### Lata 1975–1991

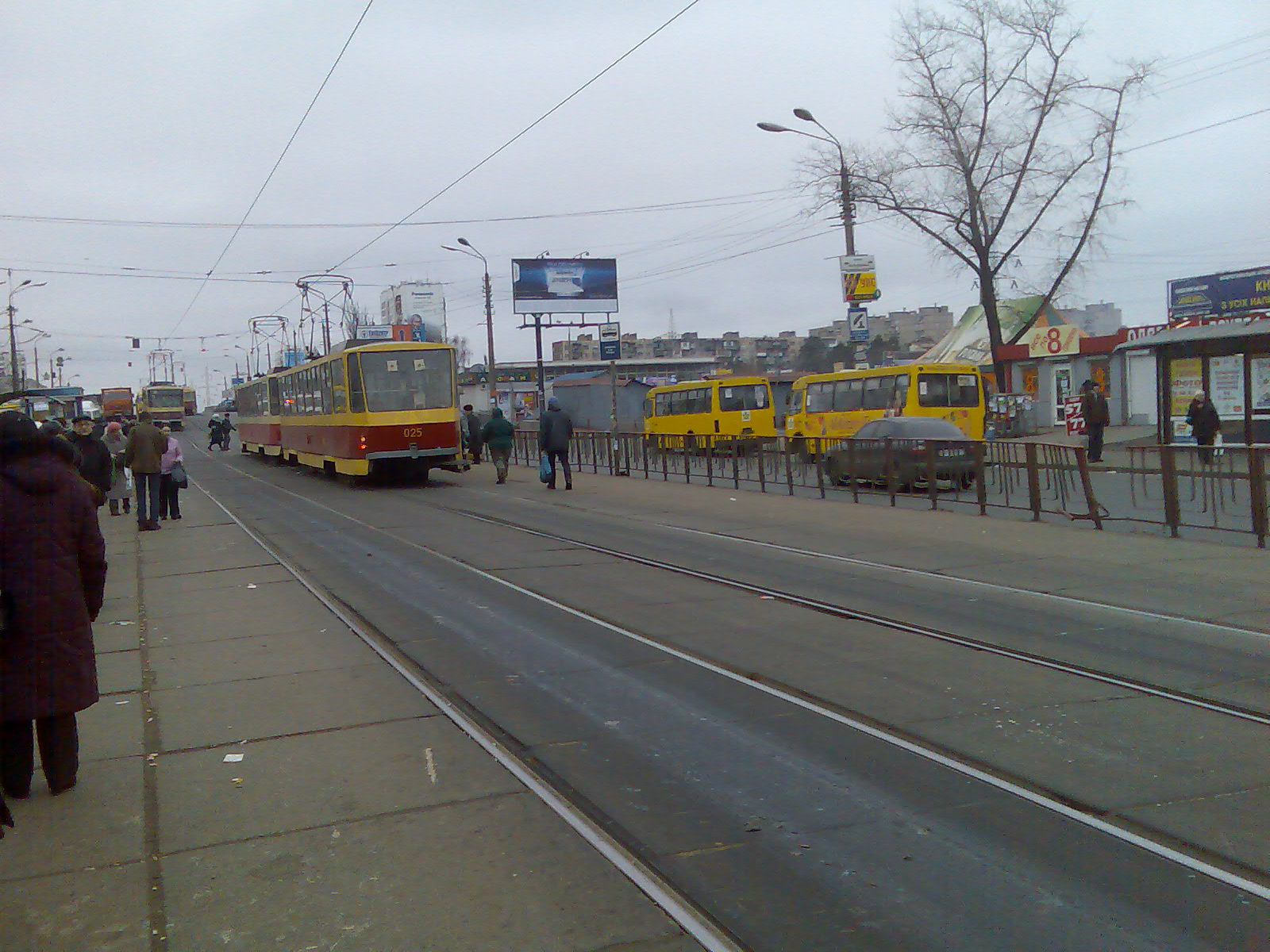
Tatra T6B5 przy stacji Metra Kijowskiego Czernihiwśka

W latach 70. ograniczono likwidację linii tramwajowych. Dodatkowo otwierano nowe linie, które łączyły przedmieścia z siecią. W tym czasie dokonano sztandarowej inwestycji w kijowskie tramwaje – szybki tramwaj, który miał uzupełnić ofertę kijowskiego metra. 1 lutego 1975 oddano do użytku pierwszą linię szybkiego tramwaju, łączącą stację Idustrialna ze Śródmieściem. W 1977 linię z jednej strony przedłużono w pobliże obwodnicy, z drugiej skrócono do Placu Zwycięstwa. W 1978 kijowskie tramwaje osiągnęły maksymalną długość sieci 285,1 km.
Na przełomie lat 70. i 80. XX w. do Kijowa dostarczano wyłącznie tramwaje Tatra T3SU. W rekordowym roku 1982 dostarczono ich 54, jednakże ich liczba w latach 1978–1984 nie spadała poniżej 32 sztuk (16 dwuwagonowych pociągów). W lutym 1980 automaty biletowe zostały wymontowane z pojazdów komunikacji miejskiej. Dystrybucją biletów zajmowały się kioski, sklepy oraz specjalnie do tego celu zbudowane kasy biletowe. Na stacjach szybkiego tramwaju bilety były kasowane wzorem metra w bramkach przed wejściem na peron. W latach 80. XX w. na wschodnim brzegu Dniepru rozpoczęto budowę drugiej linii szybkiego tramwaju. Ze względu na problemy finansowe pierwszy odcinek ukończony został 6 listopada 1986, natomiast całość inwestycji dopiero 30 grudnia 1994. W 1985 roku do Kijowa przyjechały pierwsze 12 tramwajów T6B5. W 1987 zaprzestano dostaw Tatr T3SU a zaczęto sprowadzać nowsze tramwaje T6B5. W 1988 sprowadzono ich 47, jednakże rok później nie kupiono już żadnego.
W 1989 wybudowano ostatni fragment linii tramwajowej (nie licząc szybkiego tramwaju) w Kijowie wraz z pętlą tramwajową. W 1991, po raz pierwszy od lat 40., podniesiono ceny biletów i to od razu aż trzykrotnie.

### 1991–2006
Po rozpadzie ZSRR likwidacja tramwajów się nasiliła. Główną przyczyną były jednak nie decyzje polityczne, a sytuacja gospodarcza. Zmniejszyła się dotacja na tramwaje, dodatkowo ustały planowe dostawy taboru. Już 2 stycznia 1992 podniesiono ceny biletów tramwajowych z 0,15 rubla radzieckiego na 0,3. 1 maja 1992 ceny zostały podniesione ponownie do 0,5 rubla. Zmiana waluty na tymczasowego karbowańca i słabość ukraińskiej waluty spowodowały, iż ceny w latach 1993–1996 podnoszono kilkukrotnie. W sumie bilety zdrożały 4000 razy, z 5 UAK do 20 000 UAK, kiedy ta waluta została zastąpiona przez hrywnę.
Od 1 lipca 1996, po ponad 102 latach istnienia, zlikwidowano tory na ulicy Kominterna, które prowadziły do dworca kolejowego.
2 lipca 1996 wydarzyła się katastrofa w Dnieprodzierżyńsku, w wyniku której z wielu ukraińskich miast wycofano najpopularniejszą wówczas w krajach byłego ZSRR serię KTM-5. Wycofanie serii KTM-5 nie dotknęło bezpośrednio Kijowa, gdyż tramwaje tego typu nigdy w tym mieście nie jeździły. Śledztwo wykazało wprawdzie, że przyczyną wypadku nie był błąd fabryczny, a zaniedbanie w obsłudze serwisowej. Nie spowodowało to jednak ani większego dofinansowania, ani zwiększenia dbałości o tabor tramwajowy na Ukrainie. W Kijowie po katastrofie zlikwidowano linie tramwajowe na najbardziej stromych podjazdach.
26 maja 2000 otwarto ostatni odcinek szybkiego tramwaju, od ulicy Miłosławskiego do Prospektu Watutina. Mimo tego nie przerwało to procederu likwidacji linii tramwajowych, szczególnie w centrum. W 2002 rozpoczął się projekt modernizacji starych wagonów Tatra T3SU. W 2004 roku rozszerzono stopień modernizacji i z dwóch T3 powstał jeden trójczłonowy wagon Tatra KT3, mający w środku niskopodłogową wstawkę.
9 czerwca 2004 zamknięto torowisko ma moście Patona, jedynej tramwajowej przeprawie łączącej oba brzegi Dniepru. Od tego czasu w mieście funkcjonują dwie sieci tramwajowe (lewo- i prawobrzeżna).

### Po 2006

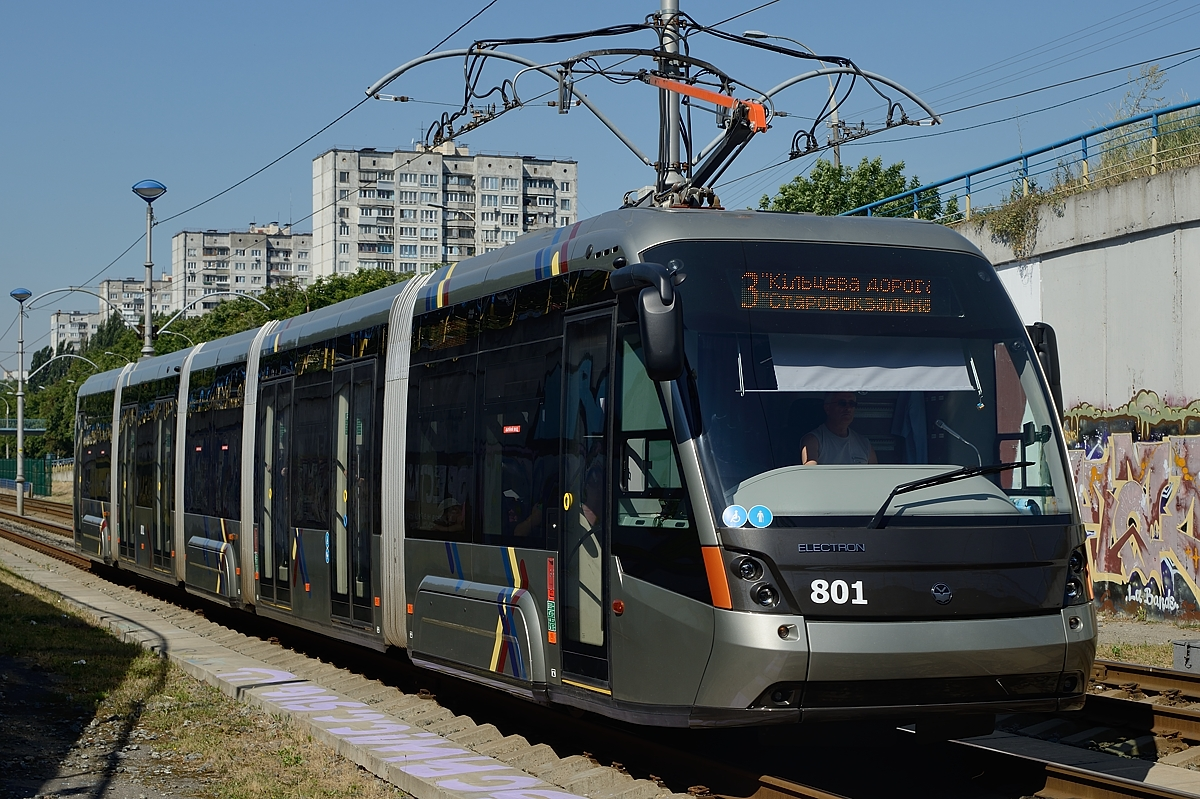
Elektron-T5B64

W 2006 rząd ukraiński, zaniepokojony słabą kondycją transportu miejskiego w ukraińskich miastach, wydał rozporządzenie O uchwaleniu Koncepcji Państwowego programu rozwoju miejskiego transportu elektrycznego oraz odpowiedniej infrastruktury. Projekt ten zakładał rozwój transportu poprzez zakup taboru i remonty infrastruktury. Efektem koncepcji było zatwierdzenie Państwowego programu rozwoju transportu miejskiego na lata 2007–2015. Jednakże program zawierał rażące błędy, m.in. założenie zakupu nowych wagonów dla Makiejewki, gdzie sieć tramwajową zlikwidowano 10 miesięcy wcześniej. Program ten zakładał ambitne cele kupna w latach 2007–2010 18 nowych wagonów rocznie, niestety już w 2007 okazało się, że nie kupiono żadnego. Stosunkowo dobrze za to wywiązywano się z planów remontów torowisk.
18 kwietnia 2007 Ukraina i Polska zostały wybrane na gospodarzy Mistrzostw Europy w Piłce Nożnej 2012. Z tego względu powstała nowa koncepcja unowocześnienia taboru. Duża część środków została przesunięta na miasta organizatorów, jednakże głównie na autobusy miejskie i trolejbusy. Komunikacja tramwajowa nie będzie odgrywać większej roli w przewozie kibiców z dworca i lotniska na stadion, gdyż w pobliżu stadionu i lotniska nie ma linii tramwajowych. Plan unowocześniania tramwajów, zatwierdzony w 2007 jest znacznie skromniejszy, zakładał kupno 1 tramwaju w 2008, 6 w 2009, 13 w 2010, 17 w 2011 i 9 w 2012. Przez pierwsze dwa lata był realizowany w 100% jednakże w 2010 zakupiono tylko 8 wagonów. Zakupiony w 2008 wagon LWS-2009 był pierwszym od 1994 fabrycznie nowym tramwajem w Kijowie, był on zarazem pierwszym niskopodłogowym tramwajem (nie licząc Tatry KT3, powstałej w wyniku modernizacji).
17 czerwca 2015 mer Kijowa podpisał z Pesą memorandum przewidujące dostawę 50 tramwajów Fokstrot oraz uruchomienie montowni w Kijowie. 9 października 2015 do Kijowa dotarł jeden fokstrot, a 10 października został zaprezentowany podczas parady tramwajów. Następnie tramwaj skierowano do testów celem uzyskania homologacji na rynek ukraiński. W maju 2016 podpisano umowę na dostawę 10 tramwajów, których dostawy trwały do 19 grudnia.

## Linie

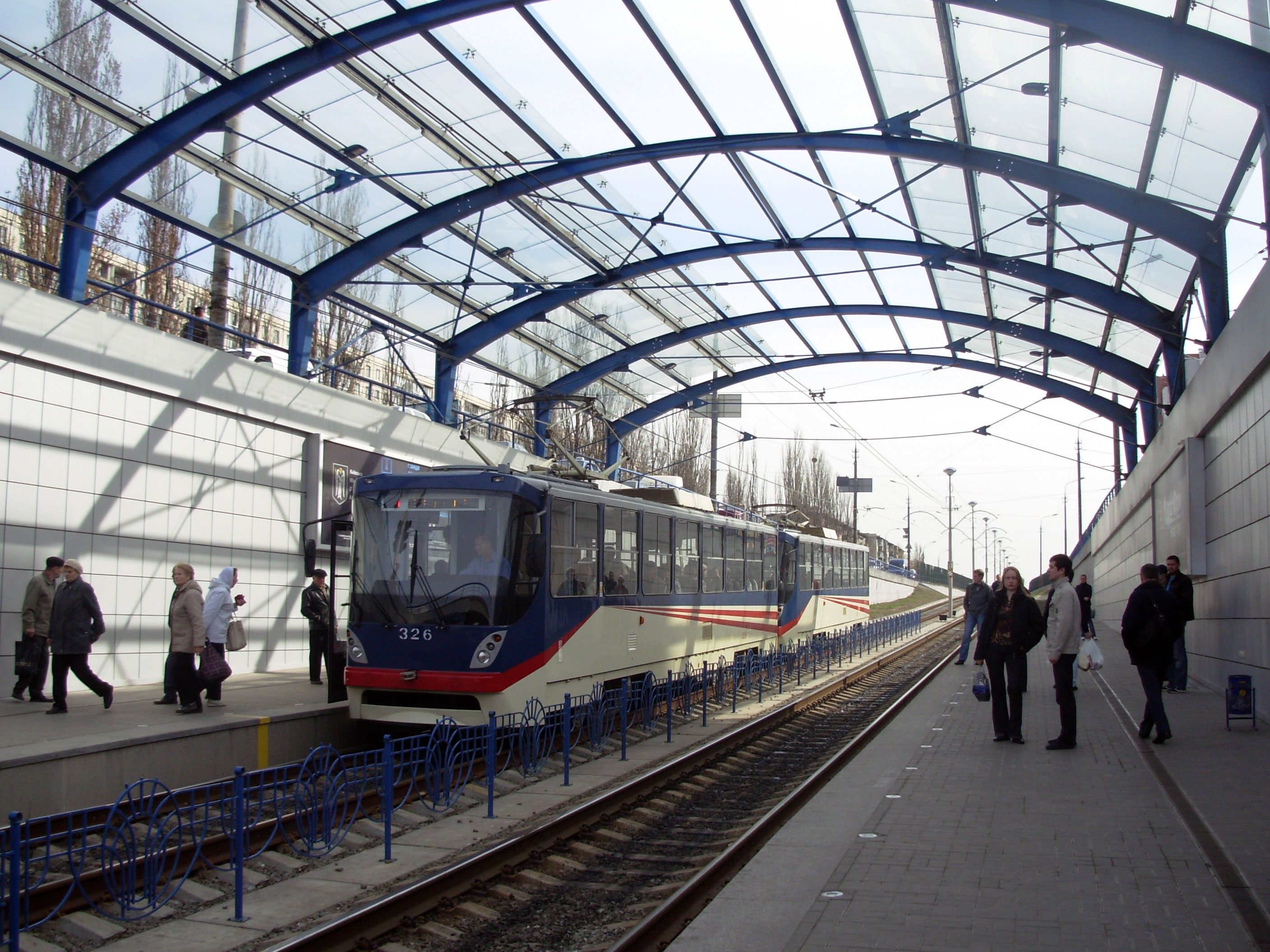
Stacja Gnata Jury na linii szybkiego tramwaju

Wykaz linii ze strony przewoźnika. Stan na 7 kwietnia 2015:
- 1 – Mychajliwśka Borszczahiwka (Михайлівська Борщагівка) – Wułycia Starowokzalna (Вулиця Старовокзальна)
- 2 – Mychajliwśka Borszczahiwka (Михайлівська Борщагівка) – Stancija „Kilcewa doroha” (Станція „Кільцева дорога”)
- 3 – Wułycia Starowokzalna (Вулиця Старовокзальна) – Stancija „Kilcewa doroha” (Станція „Кільцева дорога”)
- 4 – Stancija „Miłoslawska” (Станція „Милославська”) – Stancija „Trojeszczyna-2” (Станція „Троєщина-2)
- 5 – Wułycia Ołeksandra Saburowa (Вулиця Олександра Сабурова) – Stancija „Trojeszczyna-2” (Станція „Троєщина-2)
- 8 – St. metro „Pozniaky” (Ст. метро „Позняки”) – St. metro „Lisowa” (Ст. метро „Лісова”)
- 11 – St. metro „Kontraktowa płoszcza” (ст. метро „Контрактова площа”) – Wułycia Łajosza Hawro (Вулиця Лайоша Гавро)
- 12 – Kontraktowa płoszcza (Контрактова площа) – Puszcza-Wodycia (Пуща-Водиця)
- 14 – Kontraktowa płoszcza (Контрактова площа) – Awtohennyj zawod (Автогенний завод)
- 15 – Wułycia Starowokzalna (Вулиця Старовокзальна) – Awtohennyj zawod (Автогенний завод)
- 16 – Wułycia Semena Sklarenka (Вулиця Семена Скляренка) – Stancija metro „Herojiw Dnipra” (Станція метро „Героїв Дніпра”)
- 17 – Płoszcza Tarasa Szewczenka (Площа Тараса Шевченка) – Wułycia Łajosza Hawro (Вулиця Лайоша Гавро)
- 18 – Kontraktowa płoszcza (Контрактова площа) – Wułycia Starowokzalna (Вулиця Старовокзальна)
- 19 – Kontraktowa płoszcza (Контрактова площа) – Płoszcza Tarasa Szewczenka (Площа Тараса Шевченка)
- 22 – Bulwar Perowa (Бульвар Перова) – Zawod zalizobetonnych konstrukcij (Завод залізобетонних конструкцій)
- 23 – Prospekt Aliszera Nawoi (Проспект Алішера Навої) – Darnyćkyj wahonoremontnyj zawod (Дарницький вагоноремонтний завод)
- 25 – Zawod zalizobetonnych konstrukcij (Завод залізобетонних конструкцій) – St. metro „Pozniaky” (Ст. метро „Позняки”)
- 28 – Wułycia Miłoslawska (Вулиця Милославська) – Stancija metro „Lisowa” (Станція метро „Лісова”)
- 29 – Stancija metro „Lisowa” (Станція метро „Лісова”) – Stancija metro „Boryspilska” (Станція метро „Бориспільська”)
- 33 – Darnyćkyj wahonoremontnyj zawod (Дарницький вагоноремонтний завод) – Wułycia Ołeksandra Saburowa (Вулиця Олександра Сабурова)
- 35 – Wułycia Ołeksandra Saburowa (Вулиця Олександра Сабурова) – Stancija metro „Lisowa” (Станція метро „Лісова”)

## Zajezdnie tramwajowe
Kijowskie tramwaje dysponują 3 zajezdniami tramwajowymi: Дарницьке (Darnyćke) (jedyna lewobrzeżna zajezdnia), імені Шевченка (imienia Szewczenki) i Подільське (Podilśke) (do 2006 Красiна (Krasina)). Wcześniej działała jeszcze Лук'янiвське (Łukjanіwske)(do lat 90. Zajezdnia im. Lenina), która została połączona z zajezdnią Красiна.

## Tabor

### Tabor
Na początku lat 90. XX wieku tabor kijowskich tramwajów obejmował 909 wagonów. W 2010 roku zakupiono tramwaje K-1 oraz nabywane od 2004 roku częściowo niskopodłogowe KT3UA a także K1M8 (produkcji JuMS z Dniepropetrowska) z 2010 roku i LWS-2009 w wersji jednokierunkowej.
| Model                                              | przewóz osób na wózkach                            | Liczba |
| -------------------------------------------------- | -------------------------------------------------- | ------ |
| LWS-2009                                           | przewóz osób na wózkach                            | 1      |
| Pesa Fokstrot                                      | przewóz osób na wózkach                            | 57     |
| Tatra KT3UA                                        | przewóz osób na wózkach                            | 14     |
| Tatra T3R.P                                        |                                                    | 7      |
| Tatra T3SU                                         |                                                    | 321    |
| Tatra T6B5                                         |                                                    | 87     |
| Tatra-Jug K-1                                      |                                                    | 9      |
| Tatra-Jug K-1M8                                    | przewóz osób na wózkach                            | 4      |
| Tatra-Jug T6B5                                     |                                                    | 2      |
| Wszystkie wagony                                   | Wszystkie wagony                                   | 502    |
| Udział wagonów niskowejściowych i niskopodłogowych | Udział wagonów niskowejściowych i niskopodłogowych | 15%    |

### Historia taboru tramwajowego w Kijowie
Typy wagonów tramwajów elektrycznych i lata w których były eksploatowane w Kijowie:
| Model         | Liczba sztuk | Lata eksploatacji w Kijowie |
| ------------- | ------------ | --------------------------- |
| WKZ           | 6            | 1892–1909                   |
| Pullmann      | 86           | 1902–1961                   |
| M1            | 9            | 1938–1961                   |
| KTM-1+KTP1    | 65+65        | 1948–1966                   |
| MTW-82        | 254          | 1949–1984                   |
| KTW-55+KTP-55 | 14+94        | 1955–1984                   |
| KTW-55-2      | 81           | 1955–1987                   |
| LM-57         | 1            | 1957–1967                   |
| Tatra T2      | 50           | 1960–1987                   |
| RWZ-6         | 40           | 1962–1965                   |
| Tatra T3      | 925          | od 1964                     |
| Tatra T6B5    | 95           | od 1985                     |
| Tatra-Jug     | 2            | od 1994                     |
| Tatra K3R-N   | 10           | od 2006                     |
| LWS-2009      | 1            | od 2008                     |
| K1            | 9            | od 2010                     |
| K1M8          | 1            | od 2010                     |

## Muzeum komunikacji miejskiej w Kijowie oraz pomnik tramwaju
Od 1988 w Kijowie działa muzeum komunikacji miejskiej. Muzeum zostało założone na obchody stulecia kijowskich tramwajów elektrycznych. W zbiorach znajdują się pamiątki związane z historią transportu miejskiego w Kijowie, dioramy przedstawiające kijowskie tramwaje w różnych okresach historycznych, modele tramwajów, mapy oraz pulpit Tatry T3. Dodatkowo, poza budynkiem muzeum, w dzielnicy Datnica znajdują się wycofane pojazdy zarówno tramwaje, jak i trolejbusy.
W 1992, z okazji 100-lecia otwarcia tramwajów elektrycznych, odsłonięty został pomnik tramwaju elektrycznego. Pomnik wzniesiony został na rogu ulicy Władymirskiej i placu pocztowego w pobliżu miejsca, w którym wyruszył w trasę pierwszy tramwaj elektryczny w mieście. Na pomniku znajduje się tablica informująca o tym wydarzeniu, podaje jednak ona błędną datę 14 czerwca 1892. Błąd ten jest wynikiem pomyłki przy konwersji daty z kalendarza juliańskiego na gregoriański.